# Casa del 20 del Carrer de Sant Jaume
La Casa del 20 del Carrer de Sant Jaume és un edifici de la vila de Vilafranca de Conflent, a la comarca d'aquest nom, de la Catalunya del Nord.
Està situada en el número 20 del carrer de Sant Jaume, en la parcel·la cadastral 172, en el sector sud-oriental de la vila. És davant, al sud-est, de la Placeta.
La casa medieval fou destruïda en recular uns metres la façana. Només se'n conserva la paret mitgera occidental, amb la meitat d'una porta, concretament el muntant.